# Біловоди
Білово́ди — село в Україні, у Хотінській селищній громаді Сумського району Сумської области. Населення села евакуйовано. До 2020 орган місцевого самоврядування — Біловодська сільська рада.

## Географія
Село розташоване на березі річки Біловод, недалеко від її витоків. Нижче за течією на відстані 2,5 км розташоване село Журавка. На річці велика гребля. За 3 км проходить кордон з Росією.

## Історія
Засноване близько 1680 року козаками-переселенцями з Правобережної України.
За даними на 1864 рік, у власницькому селі Сумського повіту Харківської губернії мешкало 2030 осіб (1014 чоловічої статі й 1016 — жіночої), налічували 183 дворових господарства, існували православна церква, винокурня.
Станом на 1914 рік кількість мешканців села, центру Біловодської волости, зросла до 2298 осіб.
Село постраждало внаслідок геноциду українського народу, проведеного урядом СРСР 1932—1933 та голодомору 1946-47 років. За ініціативою радянської влади зруйновано православну церкву.
12 червня 2020 року, відповідно до Розпорядження Кабінету Міністрів України № 723-р «Про визначення адміністративних центрів та затвердження територій територіальних громад Сумської області», увійшло до складу Хотінської селищної громади.
19 липня 2020 року, у результаті адміністративно-територіальної реформи та ліквідації Сумського району(1923-2020), село увійшло до новоутвореного Сумського району.

#### Російське вторгнення в Україну (з 2022)
13 серпня 2022 року близько 14.00 з території РФ здійснено мінометний обстріл села. Зафіксовано 17 влучань.
15 серпня 2022 року ворог здійснив обстріли зі ствольної артилерії.
У березні 2023 року внаслідок систематичних обстрілів російським агресором населений пункт залишився поза логістичними маршрутами.
22 липня 2023 село постраждало внаслідок обстрілів.
27 липня 2023 року агресор здійснив ракетні та мінометні обстріли села.
21 листопада 2023 року ворог учергове обстріляв село з артилерії та мінометів.
1 травня 2024 року в безпечні місця із села евакуювали мешканців через постійні російські обстріли.
24 червня 2024 року, за інформацією ОК «Північ», населений пункт зазнав обстрілів з боку російського агресора. Зафіксовано 2 вибухи, імовірно танк.
7 серпня 2024 року село зазнало авіаційних, ракетних та артилерійських ударів російйським агресором.
10 серпня 2024 року російські війська зруйнували навчальний заклад у селі. Ворог ударив керованою авіабомбою, як повідомили в оперативному командуванні «Північ». Всього зафіксовано 2 вибухи, ймовірно КАБ.
17 серпня 2024 року оперативне командування «Північ» повідомило про обстріли Сумської області. Серед постраждалих населених пунктів село Біловоди: 1 вибух, імовірно КАБ.